# Djulînka, Berșad
Djulînka (în ucraineană Джулинка) este localitatea de reședință a comunei Djulînka din raionul Berșad, regiunea Vinnița, Ucraina.

## Demografie
Componența lingvistică a localității Djulînka
     Ucraineană (98,25%)
     Rusă (1,54%)
     Alte limbi (0,03%)
Conform recensământului din 2001, majoritatea populației localității Djulînka era vorbitoare de ucraineană (98,25%), existând în minoritate și vorbitori de rusă (1,54%).